# Berlingske
Berlingske (littéralement en français Les Nouvelles de M. Berling) est un quotidien danois publié par Berlingske Officin. Il est le journal le plus ancien du pays.

## Ligne éditoriale
La ligne éditoriale du journal est d'orientation de centre droit.

## Histoire
Le journal est créé en 1749 par Ernst Henrich Berling (en).